# Штехерт, Джина
Джина Штехерт (нем. Gina Stechert, род. 20 ноября 1987 года, Оберстдорф) — известная немецкая горнолыжница, участница Олимпийских игр, победительница этапа Кубка мира. Специализируется в скоростных дисциплинах.
В Кубке мира Штехерт дебютировала в 2004 году, в феврале 2009 года одержала свою первою, и пока последнюю победу на этапе Кубка мира в скоростном спуске. Кроме победы на сегодняшний момент имеет 4 попадания в десятку лучших на этапах Кубка мира. Лучшим достижением Штехерт в общем зачёте Кубка мира является 38-е место в сезоне 2008-09.
На Олимпиаде-2010 в Ванкувере показала следующие результаты: скоростной спуск — 10-е место, супергигант — 15-е место, суперкомбинация — не финишировала.
За свою карьеру участвовала в двух чемпионатах мира, но медалей на них не завоёвывала, лучший результат 12-е место в суперкомбинации на чемпионате-2009.
Использует лыжи производства фирмы Voelkl.